# Pierzchno (osada leśna w województwie śląskim)
Pierzchno – osada leśna w Polsce, położona w województwie śląskim, w powiecie kłobuckim, w gminie Wręczyca Wielka.
W latach 1975–1998 miejscowość położona była w województwie częstochowskim.